# Ramtjärnen, Bohuslän
Ramtjärnen är en sjö i Strömstads kommun i Bohuslän och ingår i Strömsåns huvudavrinningsområde. Sjöns area är 0,023 kvadratkilometer och den befinner sig 17,9 meter över havet.